# Służów Mały
Służów Mały – przysiółek wsi Służów w Polsce, położony w województwie świętokrzyskim, w powiecie buskim, w gminie Busko-Zdrój.
W latach 1975–1998 przysiółek administracyjnie należał do województwa kieleckiego.